# Trocnadella shillongensis
Trocnadella shillongensis är en insektsart som beskrevs av Singh-pruthi 1930. Trocnadella shillongensis ingår i släktet Trocnadella och familjen dvärgstritar. Inga underarter finns listade i Catalogue of Life.